# Hugh Tyrrel
Hugh Tyrrel (anglo-normannisch: Huge Tyrel), 1. Baron von Castleknock († 1199 in Selincourt) war ein anglo-normannischer Adliger und Kreuzfahrer, der eine wesentliche Rolle bei der normannischen Invasion Irlands spielte und am Dritten Kreuzzug teilnahm.

## Herkunft
Er wurde in Hampshire, England, als Sohn von Hugh Tyrrel dem Älteren geboren, der umfangreiche Ländereien in England besaß und auch Seigneur de Poix in Frankreich war. Ihr Vorfahre Walter Tirel (†nach 1100) ist als Mörder von König Wilhelm Rufus bekannt (ob es sich dabei um Mord oder einen Unfall handelte, ist umstritten). Nach dem Tod seines älteren Bruders Walter etwa um 1170 erbte Hugh alle Güter seines Vaters.

## Invasion Irlands
Als Richard de Clare, 2. Earl of Pembroke, genannt Strongbow, 1169 im Auftrag von König Heinrich II. von England in Irland einfiel, begleitete ihn Tyrrel. Strongbow und Tyrrel waren Cousins zweiten Grades, Urenkel von Richard fitz Gilbert de Clare. Im Jahr 1172 wurde er als eine rechte Hand von Hugh de Lacy, Lord of Meath bezeichnet, der ihm die feudale Baronie Castleknock übertrug. Hugh Tyrrel ließ Castleknock Castle bauen, möglicherweise an der Stelle einer früheren Festung.
Als de Lacy Irland verließ, um sich dem König in Frankreich anzuschließen, ernannte er Tyrrel zum Constable von Trim Castle. Im Jahr 1173 wurde die Lordschaft Meath von Ruaidhrí Ua Conchobair, dem Hochkönig von Irland, eingenommen, und Trim Castle wurde belagert. Ein Dichter berichtet von Tyrrels dringendem Appell an Strongbow: „Durch mich lässt der Baron dich wissen, alter Hugh Tyrrel von Trim, dass du ihm in jeder Hinsicht helfen sollst“.
Tyrrel war gezwungen, Trim zu räumen, aber Ruaidhrí zog sich bald zurück; Tyrrel nahm die Burg schnell wieder in Besitz und verstärkte ihre Verteidigungsanlagen; der gleiche Dichter berichtet: „Hugh Tyrrel ging nach Trim und verstärkte seine Festung und bewahrte sie mit großer Ehre“.
Trotz ihrer früheren Freundschaft gerieten Tyrrel und de Lacy 1185 in Streit: de Lacy beschuldigte Tyrrel, das Kloster von Armagh geplündert und dessen Wertgegenstände weggeschafft zu haben. Elrington Ball hält diese Anschuldigung für sehr unwahrscheinlich, da Tyrrel als Wohltäter und nicht als Plünderer von religiösen Häusern bekannt war. Insbesondere schenkte er dem Orden des Heiligen Johannes von Jerusalem, dessen irisches Haus sich in Kilmainham befand, ein beträchtliches Stück Land im heutigen Phoenix Park.

## Dritter Kreuzzug
Obwohl er 1173 als „alter Hugh Tyrrel“ beschrieben wurde, war er eindeutig nicht zu alt, um am Dritten Kreuzzug teilzunehmen, wo er ohne ersichtlichen Grund als „der griechische Ritter“ bekannt war, und an der Belagerung von Akkon in den Jahren 1189–1191 dabei. Er starb in Selincourt in der Picardie im Jahr 1199.
Hugh Tyrrell heiratete in erster Ehe Isabel de Vignacourt und in zweiter Ehe Marie de Sennarpont. Aus beiden Ehen gingen Nachkommen hervor, darunter Richard, der zweite Baron von Castleknock und Gautier IV. Tyrel, Seigneur de Poix.